# نور الشيطان (فلم)
نور الشيطان (بالإنجليزية: The Devil's Light) هو فيلم رعب أمريكي خارق للطبيعة من إخراج دانيال ستام وكتبه روبرت زابيا. تقوم ببطولته فيرجينيا مادسن وكذلك بن كروس في دوره السينمائي الأخير، والذي أهدى الفيلم إليه.
من المقرر أن يتم إصدار الفيلم في 8 يناير 2021 بواسطة أفلام ليونزغيت .

## القصة
الأخت آن، البالغة من العمر 25 عامًا التي لا تهدأ، والتي تؤمن بشدة أن أداء طرد الأرواح الشريرة هو هدفها. لكنها على خلاف مع تقاليد المؤسسة: لا يُسمح للأخوات بأداء عمليات طرد الأرواح الشريرة، فقط الكهنة. وبدعم من مرشد، أستاذ يستشعر موهبتها الخاصة، يُسمح لها بمراقبة جلسات التدريب الفعلية. تأخذ رغبتها في إثبات نفسها منعطفًا شخصيًا عندما تلتقي بأحد أكثر المرضى اضطرابًا في المدرسة. خلال لقاءاتهما المروعة، تواجه الأخت «آن» وجهًا لوجه مع قوة شيطانية تغزو المدرسة وتربطها علاقات غامضة بماضيها. عندها تتحقق قوة الشر وقدراتها المذهلة بالكامل.

## الطاقم
- فيرجينيا مادسن بدور الدكتورة جودي بيترز
- بن كروس في دور الكاردينال ماثيوز
- كولين سالمون في دور الأب كوين
- جاكلين بايرز في دور الأخت آن
- كريستيان نافارو في دور الأب دانتي
- نيكولاس رالف في دور الأب ريمون

## الإنتاج
تم الإعلان عن المشروع في يونيو 2020 ، بمشاركة جاكلين بايرز ، وفيرجينيا مادسن ، وبن كروس ، وكولين سالمون ، وكريستيان نافارو ونيكولاس رالف في الفيلم. سوف يكتب روبرت زابيا السيناريو، بينما سيعمل دانيال ستام كمخرج. 
في 18 أغسطس 2020 ، توفي كروس بعد 10 أيام من إتمام دوره في هذا الفيلم، على الرغم من انتشار وباء COVID-19 في جميع أنحاء العالم وقت وفاته، بخلاف «المرض القصير» ، لم يكن هناك سبب محدد للوفاة أعلن أو تم الكشف عنه في سرطان ما بعد الوفاة أثناء مرحلة ما بعد الإنتاج، مما جعل فيلم The Devil's Light آخر ظهور له في الفيلم.

## الإطلاق
من المقرر أن يتم إصدار الفيلم بشكل مسرحي في الولايات المتحدة في 8 يناير 2021 بواسطة أفلام ليونزغيت . 

## روابط خارجية
- نور الشيطان  في قاعدة بيانات الأفلام على الإنترنت (بالإنجليزية)